# Sa mère
Cet article possède un paronyme, voir Samer.
Pour plus de détails, voir Fiche technique et Distribution.
Sa mère (His Mother) est un film américain sorti en 1912, réalisé durant l'été par Sidney Olcott avec Jack J. Clark et Gene Gauntier dans les rôles principaux.

## Fiche technique
- Réalisation : Sidney Olcott
- Scénario : Gene Gauntier
- Production : Kalem
- Directeur de la photo : George K. Hollister
- Longueur : 317 m
- Date de sortie : 3 mai 1912 (Paris)
- Distribution : General Film Company

## Distribution
- Jack J. Clark : Terence, le violoniste
- J.P. McGowan : John Foster, l'Américain
- Gene Gauntier : la fille de John Foster
- Anna Clark : la mère de Terence
- Robert G. Vignola : le prêtre

## Anecdotes
Le film a été tourné près des lacs de Killarney, dans le comté de Kerry durant l'été 1911. Sidney Olcott a installé sa troupe d'acteurs au village de Beaufort. Hollister a aussi planté sa caméra à New York devant le Manhattan Opera House, sur la 134e rue.
Anna Clark est la mère de Jack J. Clark.
Jack J. Clark est un violoniste amateur.
Une copie du film est conservée au EYE Film Instituut Nederland à Amsterdam.